# リーガ・ナシオナル・デ・フットボル・アメリカーノ
リーガ・ナシオナル・デ・フットボル・アメリカーノ（スペイン語: Liga Nacional de Fútbol Americano、LNFA）は、スペインのアメリカンフットボールリーグ。

## 大会方式
いくつかの大会を統合する形で1995年に創設された。スペインアメリカンフットボール連盟(FEFA)によって運営されている。初年度となった1995年シーズンは18クラブ2カンファレンス制で開催され、スペインカンファレンスには主にカタルーニャ州・バレアレス諸島州・バレンシア州の9クラブが、ナショナルカンファレンスには主にその他地域の9クラブが入った。LNFAボウル（プレーオフ決勝）ではマドリード・パンテラスがバダロナ・ドラックスを破って初代王者となった。
リーガ・ナシオナルの優勝クラブと準優勝クラブは、翌シーズンのヨーロピアン・フットボール・リーグ(EFL)の参加資格を得る。3位クラブと4位クラブは翌シーズンのEFAFカップの参加資格を得る。セリエAは6クラブ1カンファレンス制で、セリエBは10クラブ2カンファレンス制で争われる。セリエCは地域リーグである。

## LNFAボウル歴代大会結果
| 年   | 開催地                   | 優勝クラブ                     | スコア | 準優勝クラブ                   |
| ---- | ------------------------ | ------------------------------ | ------ | ------------------------------ |
| 1995 | マドリード               | マドリード・パンテラス         | 55-28  | バダロナ・ドラックス           |
| 1996 | マドリード               | マドリード・パンテラス         | 21-17  | ビラフランカ・イーグルス       |
| 1997 | バルセロナ               | ビラフランカ・イーグルス       | 40-20  | マドリード・パンテラス         |
| 1998 |                          | バダロナ・ドラックス           | 13-7   | ルスピタレート・パイオニアーズ |
| 1999 | コスラーダ               | バダロナ・ドラックス           | 52-12  | リバス・オソス                 |
| 2000 |                          | グラノリェース・フェニックス   | 8-0    | バダロナ・ドラックス           |
| 2001 |                          | リバス・オソス                 | 21-7   | サラゴサ・ライオンズ           |
| 2002 |                          | バダロナ・ドラックス           | 14-8   | リバス・オソス                 |
| 2003 |                          | バダロナ・ドラックス           | 30-20  | ルスピタレート・パイオニアーズ |
| 2004 |                          | バダロナ・ドラックス           | 23-0   | ルスピタレート・パイオニアーズ |
| 2005 |                          | ルスピタレート・パイオニアーズ | 24-13  | バダロナ・ドラックス           |
| 2006 | ヒホン                   | バレンシア・ファイアーバッツ   | 13-0   | ルスピタレート・パイオニアーズ |
| 2007 |                          | バレンシア・ファイアーバッツ   | 37-21  | バダロナ・ドラックス           |
| 2008 | セビリア                 | ルスピタレート・パイオニアーズ | 36-17  | バレンシア・ファイアーバッツ   |
| 2009 | バレンシア               | バレンシア・ファイアーバッツ   | 29-10  | バダロナ・ドラックス           |
| 2010 | アルヘントーナ           | ルスピタレート・パイオニアーズ | 36-0   | バレンシア・ファイアーバッツ   |
| 2011 | バルセロナ               | ルスピタレート・パイオニアーズ | 24-8   | バダロナ・ドラックス           |
| 2012 | リバス＝バシアマドリード | ルスピタレート・パイオニアーズ | 47-24  | リバス・オソス                 |
| 2013 | バルセロナ               | ルスピタレート・パイオニアーズ | 24-0   | バダロナ・ドラックス           |
| 2014 | バダロナ                 | バダロナ・ドラックス           | 24-18  | バレンシア・ファイアーバッツ   |
| 2015 | バダロナ                 | バレンシア・ファイアーバッツ   | 30-20  | バダロナ・ドラックス           |
| 2016 | カラタユー               | バダロナ・ドラックス           | 41-14  | バレンシア・ファイアーバッツ   |
| 2017 | レウス                   | バダロナ・ドラックス           | 56-14  | レウス・インペルアルス         |
| 2018 | ヒホン                   | バダロナ・ドラックス           | 33-26  | ムルシア・コブラス             |
| 2019 |                          |                                |        |                                |
| 2020 |                          |                                |        |                                |
| 2021 |                          |                                |        |                                |
| 2022 |                          |                                |        |                                |

## クラブ別優勝回数
| クラブ                         | 優勝 | 準優勝 | 優勝回数                                             |
| ------------------------------ | ---- | ------ | ---------------------------------------------------- |
| バダロナ・ドラックス           | 9    | 7      | 1998, 1999, 2002, 2003, 2004, 2014, 2016, 2017, 2018 |
| ルスピタレート・パイオニアーズ | 6    | 4      | 2005, 2008, 2010, 2011, 2012, 2013                   |
| バレンシア・ファイアーバッツ   | 4    | 4      | 2006, 2007, 2009, 2015                               |
| マドリード・パンテラス         | 2    | 1      | 1995, 1996                                           |
| リバス・オソス                 | 1    | 3      | 2001                                                 |
| ビラフランカ・イーグルス       | 1    | 1      | 1997                                                 |
| グラノリェース・フェニックス   | 1    | 0      | 2000                                                 |
| ムルシア・コブラス             | 0    | 1      |                                                      |
| レウス・インペルアルス         | 0    | 1      |                                                      |
| バルセロナ・ボクサーズ         | 0    | 1      |                                                      |
| サラゴサ・ライオンズ           | 0    | 1      |                                                      |